# Вінс (Нідерланди)
Вінс (нід. Wyns) — село в нідерландській провінції Фрисландія. Входить до муніципалітету Тіцьєркстерадел.
Його площа становить 7,74 км², а населення станом на 2021 рік складало 230 осіб.
Перша згадка про населений пункт датується 1224 роком.

## Галерея

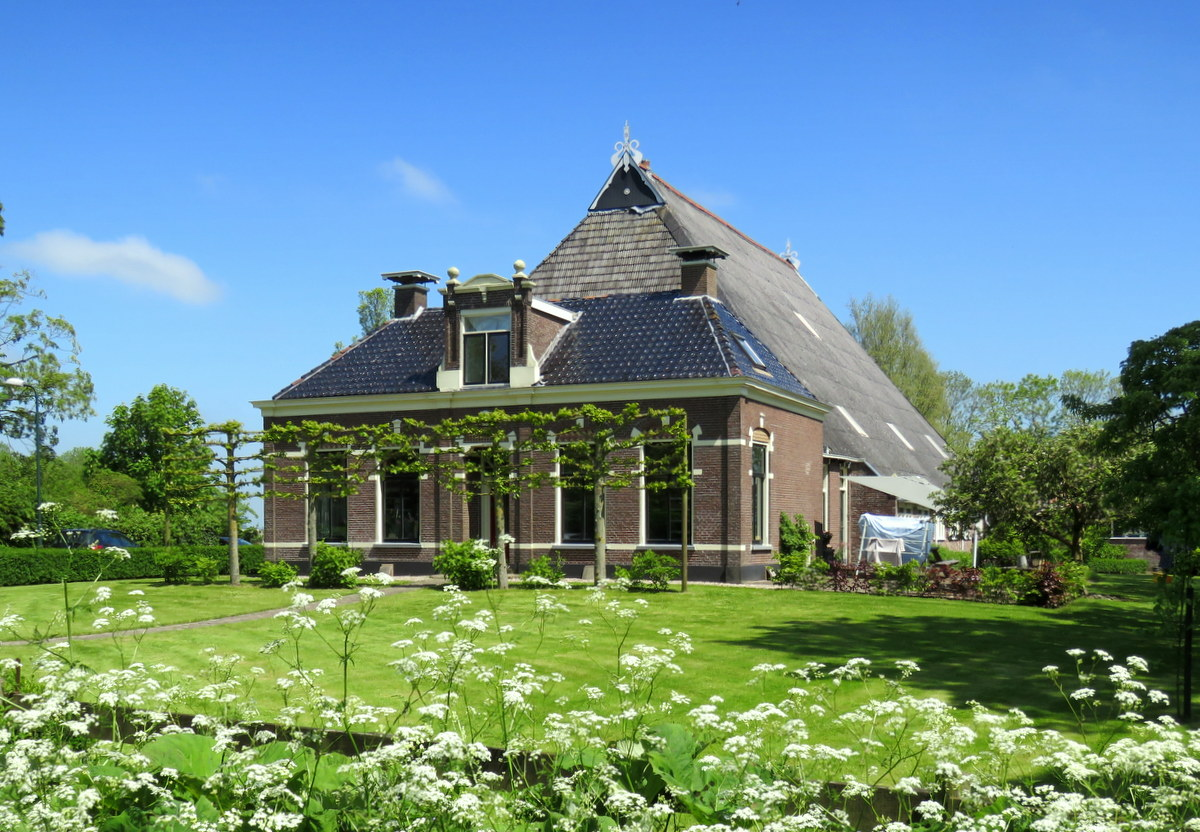
Ферма у Вінсі
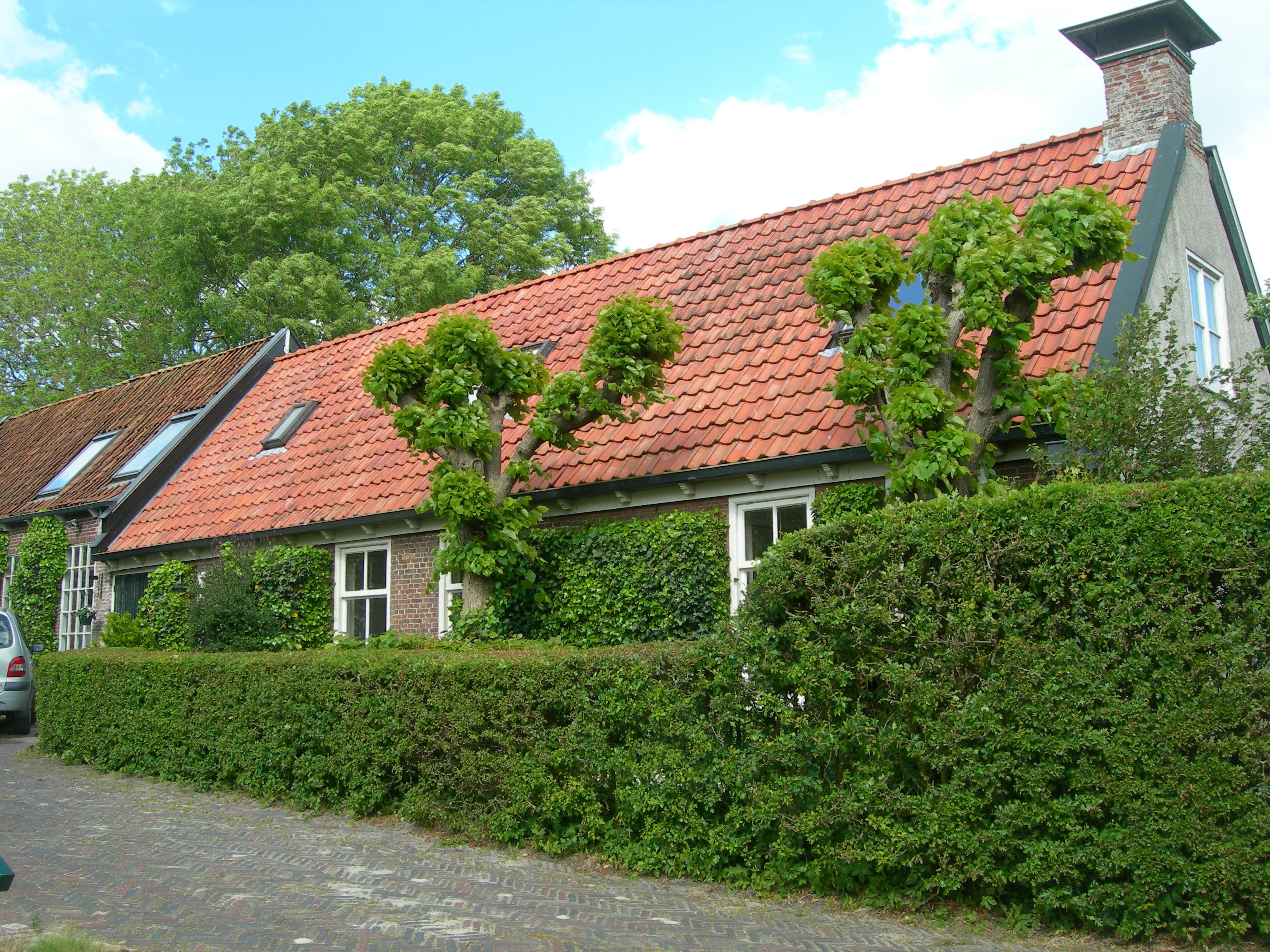
Забудова у Вінсі
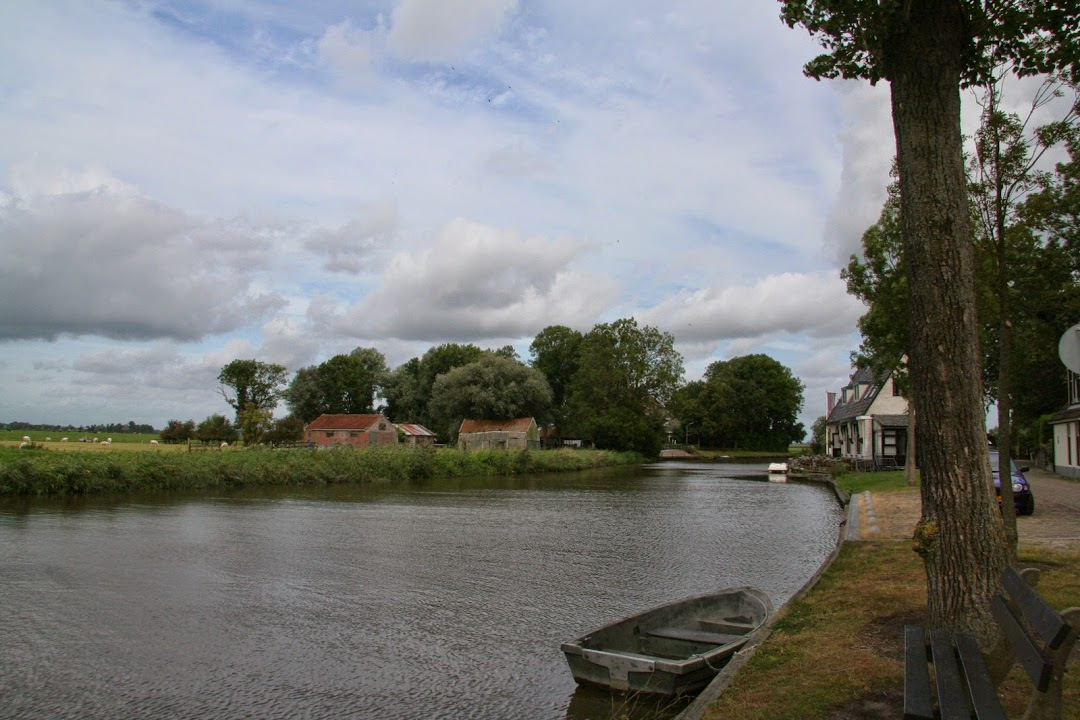
Панорама села
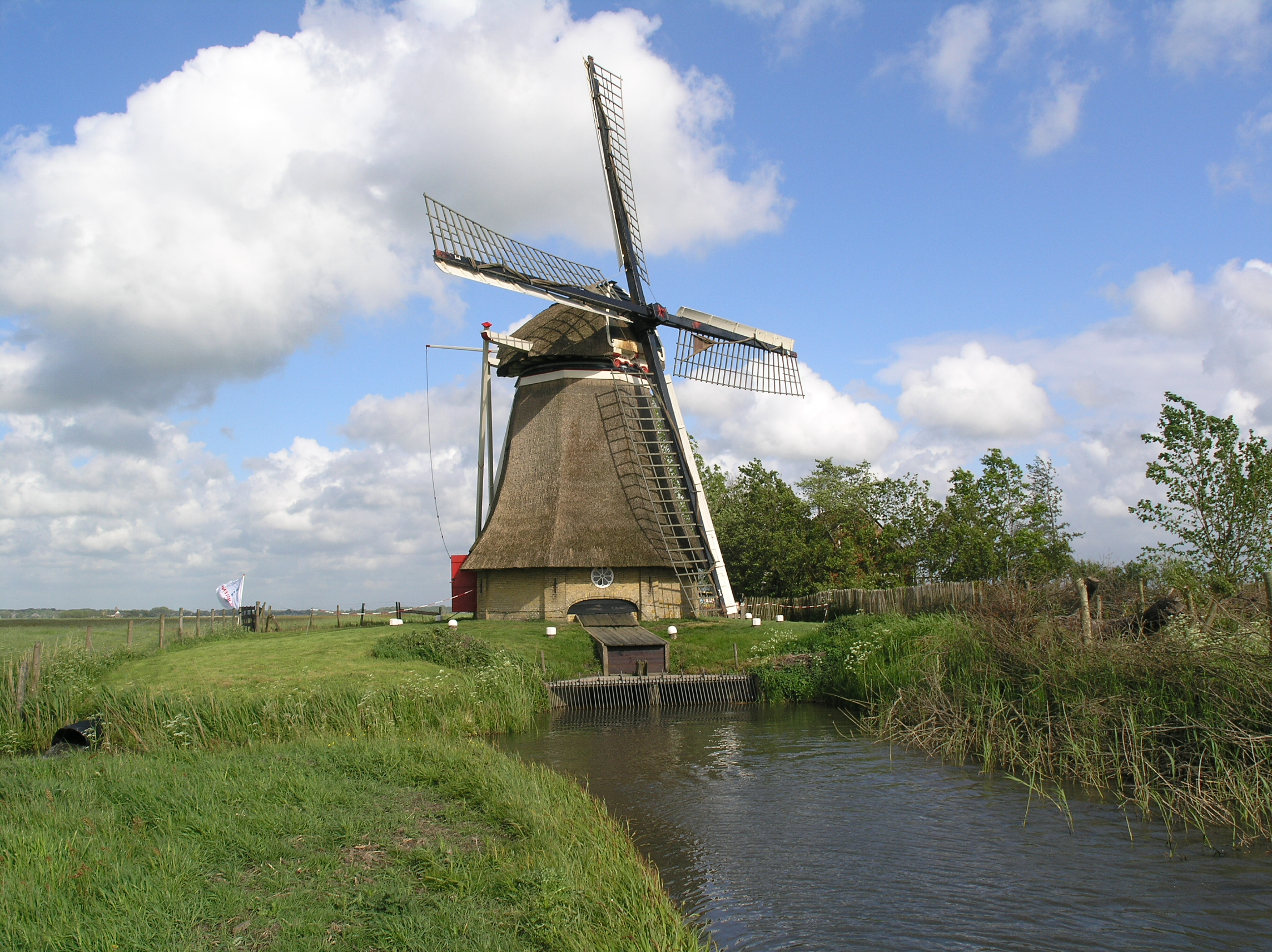
Вітряк